# انگل‌خونی
در پزشکی به مقدار وجود انگل در خون، انگل‌خونی یا پارازیتمیا (به انگلیسی: parasitemia) گفته می‌شود. اندازه‌گیری میزان وجود انگل در خون برای تعیین بار انگلی موجود در ارگانیزم و مقدار عفونت انگلی فعال استفاده می‌شود.
اندازه‌گیری روشمند انگل‌خونی برای بسیاری از مراحل ارزیابی بیماری‌ها، تشخیص بیماری و تعیین درمان اهمیت دارد. این اندازه‌گیری‌ها به‌ویژه در بیماری‌های مزمن مهم است زیرا که برای آغاز درمان آن‌ها انگل‌خونی باید در حد صفر قرار داشته باشد.